# Mame Birame Gaye
Mame Birame Gaye (* 3. Juli 1987 in Mbour) ist ein senegalesischer Fußballnationalspieler.

## Karriere

### Verein
Der Stürmers begann seine Karriere in der Jugend des Stade de Mbour, wo er im Juli 2009 das Ligue-1-Poule-B-Team befördert wurde. Nachdem er sich bei Stade de Mbour zum Leistungsträger und Nationalspieler entwickelte, wechselte er am 4. Dezember 2010 zum AS Douanes Dakar. Im Dezember 2012 verließ er nach zwei Jahren seinen Verein AS Douanes und wechselte zum Ligarivalen  ASC Touré Kunda.

### Nationalmannschaft
Gaye gab sein Länderspiel-Debüt für die Senegalesische Fußballnationalmannschaft im Freundschaftsspiel am 10. Mai 2010 gegen Mexiko.